# Guardia de Hlinka

Emblema de la Guardia de Hlinka.

La Guardia de Hlinka (en eslovaco: Hlinkova Garda) fue una organización paramilitar de ultraderecha de carácter terrorista parte del Partido Popular Eslovaco que existió durante los años de la Segunda Guerra Mundial. Se la considera una de las varias organizaciones paramilitares fascistas de la época, similar a las contemporáneas Guardia de Hierro rumana o al Partido de la Cruz Flechada húngaro.

## Origen
La organización era un derivado de la anterior organización paramilitar del partido, la Rodobrana. Se fundó oficialmente el 8 de octubre de 1938, coincidiendo con la crisis checoslovaca de los Acuerdos de Múnich. La idea de su creación fue de uno de los dirigentes radicales del Partido de Hlinka, Sano Mach, quien sugirió su creación en junio de 1938, tras una gran concentración de seguidores del partido.
Los miembros de la organización se caracterizaban por su autonomismo fanático, sus métodos conspirativos y su hincapié en el aspecto militar de la organización. La agrupación se creó dos días después de que el partido forzase al gobierno de Praga a convertir el Estado en federal tras la grave crisis de Múnich. Su primer caudillo fue el filopolaco y cabeza de una de las facciones radicales del partido, Karol Sidor. Este planeaba heredar el control del partido de Hlinka, recién fallecido, pero fracasó ante el más moderado Jozef Tiso.
La organización sirvió al partido como fuerza armada privada, frente a las fuerzas de seguridad del Estado checoslovaco y demás fuerzas hostiles (organizaciones gimnásticas...). Su principal función fue la de coaccionar y aterrorizar a los adversarios del partido, especialmente a la población judía. Además de servir de guardia de seguridad en las celebraciones del partido, sus actividades principales eran intimidatorias.
Al comienzo la Guardia fue muy popular, y sus afiliados crecieron.

## Aspecto y organización
La Guardia se asemejaba a otras organizaciones fascistas de la época: vestía de negro, con botas de montar, gorro con detalles dorados y borla. Saludaban de manera similar a los fascistas italianos, teniendo un grito propio: ¡Na straz! ("¡Alerta!"). Al comienzo no portaban más armamento que dagas, aunque pronto se aprovisionaron de armamento más importante.
Sidor llenó los puestos de dirección de la Guardia con sus partidarios y algunos oficiales del Ejército.
Sus finanzas dependían de las partidas asignadas por el partido, los ingresos por chantaje (especialmente contra los judíos), el robo y las aportaciones de mecenas internacionales (alemanes,polacos y probablemente húngaros).

## Ideología
De forma similar a otras organizaciones contemporáneas, la Guardia se basaba en un fuerte chovinismo. Mantuvo una propaganda antihúngara y anticheca para ganar popularidad. Era antisemita y católica, aunque se oponía a que el país fuese regido por sacerdotes (como lo era la cúpula más moderada del partido).
En política social se limitó a copiar las ideas nacionalsocialistas, sin aportar nada.
Defendía además un modelo político autoritario, oponiéndose a la continuación del Parlamento, incluso siendo de partido único.

## Evolución
El 29 de octubre de 1938, pocos días después de su fundación oficial, la Guardia quedó como la única organización gimnástica o paramilitar legal en Eslovaquia, obligándose a las demás a disolverse y entregar sus propiedades a la Guardia.
En marzo de 1939, ante la crisis final que desembocó en la desaparición de Checoslovaquia y la proclamación del Protectorado de Bohemia y Moravia la Guardia llevó a cabo acciones subversivas contra las fuerzas de seguridad del Estado. Tras la declaración de independencia de la nueva República Eslovaca el 14 de marzo de 1939, Sidor cedió el mando de la Guardia a Mach, más dispuesto que él a colaborar con los alemanes. Muchos partidarios de aquel abandonaron la formación, debilitándola.
La Guardia ganó, sin embargo, en prestigio durante la corta guerra con Hungría que comenzó con el ataque de esta el 23 de marzo, ya que era la única formación militar disponible en el nuevo Estado. Su falta de disciplina le hizo perder pronto este lustre.
El 5 de septiembre, durante la invasión de Polonia, se clarificó teóricamente la posición de la organización respecto del partido político, quedando definida como una organización paramilitar anexa al mismo. Supuestamente subordinada a la dirección del partido, la Guardia mantenía en la práctica una amplia autonomía.
Insegura en su posición dentro de las luchas de poder en la república, la Guardia cambió continuamente de estatutos, reflejo de su falta de estabilidad.
El 21 de mayo de 1940, el presidente de la república, Jozef Tiso, aceptó la renuncia de Mach, que había tratado de amenazar con la dimisión para lograr mayor poder. A su renuncia le siguieron la de numerosos de sus partidarios y arrestos temporales de la policía. Tiso nombró a un adversario de Mach al frente de la formación.
En la reunión de Salzburgo del 28 de julio, Hitler impuso el regreso de Mach al frente de la Guardia, que también tomó la cartera de Interior. Incapaz, no obstante, de hacerse con el poder en el Estado frente a la fracción de Tiso, planeó un golpe de Estado, que fracasó a finales de año. A pesar de los intentos alemanes de calmar la rivalidad entre moderados y radicales, esta continuó. La Guardia, sin embargo, apenas logró exiguos éxitos políticos frente a sus rivales moderados: la formación de una unidad de asalto de elite, el envío de unas decenas de miembros a una academia de las SS y la imposición del «código judío» (9 de septiembre de 1941), una de las legislaciones antisemitas más duras del momento.
En la primavera de 1942, tras la traición de un oficial cercano a Tuka, este utilizó el antisemitismo para evitar ser apartado por Tiso y los moderados, proponiendo la deportación de los judíos, que se llevó a cabo. La Guardia quedó a cargo de su concentración y expulsión a los campos de exterminio, que se llevó a cabo con violencia y robos a los deportados.
El declive de la Guardia, no obstante, continuó; el partido ocupó sus oficinas en septiembre de 1943 y la mayoría de sus funcionarios fueron despedidos. La Guardia, controlada férreamente por el partido, mantuvo sus actividades de propaganda, de auxiliar del Ejército y de adoctrinamiento político y militar.
En la primavera de 1944, ante el avance de los ejércitos soviéticos, cundía el descontento y los Guardias de a pie comenzaron a tratar de congraciarse con la resistencia. El Levantamiento Nacional Eslovaco del 29 de agosto, sin embargo, hizo revivir a la Guardia. Se formó un cuerpo de elite de veteranos de la Guardia, la POHG (en eslovaco: Pohotovostne Oddiely Hlikovej Gardy), que combatió contra los insurrectos del lado alemán y se encargó de labores de vigilancia en las carreteras y vías férreas. Algunas de sus unidades se dedicaron a cazar insurrectos, judíos y a aterrorizar a la población.

## Fin
La organización desapareció con la conquista soviética de Eslovaquia en 1944-1945. Se había retirado junto con las tropas alemanas a Bohemia, donde Hitler trató de utilizarla sin éxito contra el alzamiento de Praga.
Salvo al comienzo, la Guardia no fue una organización popular, siendo fundamentalmente urbana y no contando con apoyo sustancial en el campo. El propio Tiso la definió como un grupo de «generales sin tropas».